# Jelena Wladimirowna Safarowa
Jelena Wladimirowna Safarowa (russisch Елена Владимировна Сафарова, wiss. Transliteration Elena Vladimirovna Safarova; * 23. März 1975 in Kalinin (heute Twer), Russische SFSR, Sowjetunion) ist eine ehemalige russische Biathletin, die den Sport in drei seiner Ausprägungen auf höchstem Niveau ausgeübt hatte.
Jelena Safarowa begann 1986 mit dem Biathlonsport. Die heutige Trainerin aus Ischimbai besuchte dort die Kinder- und Jugendsportschule und startete als Aktive für Dynamo Ischimbai.
Ihren ersten bedeutenden internationalen Einsatz hatte die Russin bei den Sommerbiathlon-Weltmeisterschaften 1998 in Osrblie. Sie wurde gemeinsam mit Olga Palikowa, Jelena Dumnowa und Nadeschda Talanowa im Staffelrennen eingesetzt und gewann hinter den Staffeln aus Weißrussland und der Slowakei die Bronzemedaille. 2001 gewann sie in Zakopane bei der Universiade. Die nächsten Rennen auf höchstem Niveau folgten erst 2002 im Rahmen des Biathlon-Weltcups 2001/02. Ihr erstes Rennen war ein Einzel in Antholz, das sie als 41. beendete. Im folgenden Sprint gewann Safarowa als 29. ihre ersten und einzigen Biathlon-Weltcuppunkte. Damit wurde Safarowa Vorletzte in der Saisonwertung. Es sollte zugleich ihr letztes Weltcup-Rennen sein. Im Sommer trat sie nochmals bei den Sommerbiathlon-Weltmeisterschaften 2002 in Chanty-Mansijsk an und wurde Neunte der Verfolgung und 17. des Massenstartrennens. Manchmal startete Safarowa auch als Bogenbiathletin. Bei den Weltmeisterschaften 1999 in Bessans gewann sie mit Tatiana Ravinskaya und Marija Filippowa hinter der Staffel aus Italien die Silbermedaille.
Safarowa studierte Ökologie an der Akademie Tjumen und ist seit 2003 Trägerin der Medaille des Verdienstordens für das Vaterland 2. Klasse.

## Biathlon-Weltcup-Platzierungen
Die Tabelle zeigt alle Platzierungen (je nach Austragungsjahr einschließlich Olympische Spiele und Weltmeisterschaften).
- 1.–3. Platz: Anzahl der Podiumsplatzierungen
- Top 10: Anzahl der Platzierungen unter den ersten zehn (einschließlich Podium)
- Punkteränge: Anzahl der Platzierungen innerhalb der Punkteränge (einschließlich Podium und Top 10)
- Starts: Anzahl gelaufener Rennen in der jeweiligen Disziplin

| Platzierung | Einzel | Sprint | Verfolgung | Massenstart | Team | Staffel | Gesamt |
| ----------- | ------ | ------ | ---------- | ----------- | ---- | ------- | ------ |
| 1. Platz    |        |        |            |             |      |         |        |
| 2. Platz    |        |        |            |             |      |         |        |
| 3. Platz    |        |        |            |             |      |         |        |
| Top 10      |        |        |            |             |      |         |        |
| Punkteränge |        | 1      |            |             |      |         | 1      |
| Starts      | 1      | 1      |            |             |      |         | 2      |